# ベレー (フランス)
ベレー （Belley）は、フランス、オーヴェルニュ＝ローヌ＝アルプ地域圏、アン県のコミューン。歴史的なビュジェイ地方（fr:Bugey）の中心地である。

## 歴史
ベレーの町は10世紀終わりから神聖ローマ帝国領となった。11世紀から主としてサヴォイア伯に依存するようになり、ベレーの司教も領主として政治的役割を担った。
1385年に町の大半を焼く火事に見舞われ、すぐに再建された。このときに、スレート石で壁を覆う住宅が建てられた。
アンリ4世時代、正式にフランス王国に併合された。
1800年、小郡庁所在地となり、1823年には司教座が設置された。1874年から1948年まで、第133歩兵連隊が駐屯していた。
20世紀半ばまでに産業化が進み、製革や建設資材など産業が導入された。しかし1970年代の経済危機後、これらの業種で倒産や失業が相次ぎ、業種の多様化が進んだ。